# Mycetoporus monticola
Mycetoporus monticola är en skalbaggsart som beskrevs av Fowler 1888. Mycetoporus monticola ingår i släktet Mycetoporus, och familjen kortvingar. Arten är reproducerande i Sverige.